# Gypsou
Gypsou (in greco Γύψου?;in turco Akova), talvolta anche Gypsos (da Gypsum), è un villaggio di Cipro. Il villaggio si trova de facto nel distretto di Gazimağusa della Repubblica Turca di Cipro del Nord, mentre de iure appartiene al distretto di Famagosta della Repubblica di Cipro.
Nel 2011 il villaggio aveva 704 abitanti.

## Geografia fisica

### Territorio
Il villaggio è situato nella pianura della Messaria sulla vecchia strada che va da Famagosta a Nicosia; Lefkoniko/Geçitkale è a 5 km a ovest e Trikomo/Yeni İskele a 10 km a est.

### Clima
Il clima è caldo in estate con temperature che a volte raggiungono i 40 °C in agosto, mentre gli inverni sono piacevoli con massime in media di circa 15 °C nei mesi invernali di gennaio e febbraio. Il villaggio è stato collegato alla rete elettrica all'inizio del 1959-60 e tutte le strade del villaggio sono state asfaltate nel 1962.

## Origini del nome
Il villaggio prese il suo nome da una piccola collina situata a circa 1.5 km di distanza. Da questa collina i locali ricavavano gesso ("gýpsos" in greco). Nel 1975 i turco-ciprioti cambiarono il nome in Akova, che significa "pianura bianca", ma il motivo della scelta è ignoto.

## Società

### Evoluzione demografica
Nel censimento ottomano del 1831, i cristiani (greco-ciprioti) costituivano gli unici abitanti del villaggio. Per tutto il periodo britannico il villaggio fu abitato solo da greco-ciprioti. La sua popolazione aumentò costantemente da 615 nel 1901 a 1.184 nel 1960. L'ultimo censimento registrato prima della guerra del 1974, nel 1973, indicava una popolazione di 1.187 persone.
Tutti gli abitanti del villaggio furono sfollati nel 1974. Tra luglio e agosto di quell'anno, la maggior parte fuggì dall'esercito turco che avanzava verso la parte meridionale dell'isola. Un piccolo numero di abitanti rimasti dopo che l'esercito turco ebbe preso il controllo del villaggio in agosto, fu poi evacuato dalla UNFICYP nel novembre 1974. Attualmente, come il resto dei greco-ciprioti sfollati, i greco-ciprioti di Gypsou sono sparsi nel sud dell'isola, soprattutto nelle città. Il numero dei greco-ciprioti di Gypsou sfollati nel 1974 era di circa 1.190 (1.187 nel censimento del 1973).
Oggi il villaggio è abitato principalmente da turco-ciprioti sfollati dal villaggio di Kalo Chorio nel distretto di Larnaca. Ci sono anche alcuni cittadini turchi provenienti da varie località, come le province di Adana e Trabzon, che si stabilirono qui nel 1976 e 1977. Secondo il censimento del 1996 quasi il 15% degli abitanti del villaggio erano nati in Turchia. Il censimento del 2006 pone la popolazione del villaggio a 662 persone.

## Economia
Gypsou è un villaggio prevalentemente agricolo con piccoli appezzamenti che producono grano, orzo, verdure e frutta.